# Костомукса
Ко́стому́кса (карел. Kostamus) — посёлок в составе Поросозерского сельского поселения Суоярвского района Республики Карелия России.

## Общие сведения
Расположен на северо-восточном берегу озера Костомукса.

## Население
| 2002 | 2009 | 2010 | 2013 |
| ---- | ---- | ---- | ---- |
| 72   | ↘23  | ↘20  | ↘2   |

## Транспорт
В посёлке функционирует остановочный пункт железной дороги Тумасозеро.

## Улицы
- ул. Болотная
- ул. Гористая
- ул. Дорожная
- ул. Железнодорожная
- ул. Каменистая
- ул. Каменная
- ул. Лесная
- ул. Озёрная
- ул. Станционная
- ул. Химлесхоз
- ул. Центральная
- ул. Школьная